# Polygrammopsis
Polygrammopsis és un gènere monotípic d'arnes de la família Crambidae descrit per Eugene G. Munroe el 1960. La seva única espècie, Polygrammopsis forsteri, descrita en el mateix document, es troba a Equador.